# Spilosoma diamila
Spilosoma diamila là một loài bướm đêm thuộc phân họ Arctiinae, họ Erebidae.